# Такайколь
Такайколь (каз. Тақайкөл) — болото в Костанайском районе Костанайской области Казахстана. Находится в 14 км к западу от села Ломоносовка.
По данным топографической съёмки 1944 года являлось озером. Площадь поверхности болота составляет 3,19 км². Наибольшая длина болота — 2,4 км, наибольшая ширина — 2,1 км. Длина береговой линии составляет 7,3 км, развитие береговой линии — 1,15. Болото расположено на высоте 207,3 м над уровнем моря.